# Csingiling és a nagy tündérmentés
A Csingiling és a nagy tündérmentés (eredeti cím: Tinker Bell and the Great Fairy Rescue) 2010-ben bemutatott  amerikai 3D-s számítógépes animációs film, amely a Csingiling-sorozat harmadik része. Az animációs játékfilm rendezője Bradley Raymond, producerei Helen Kalafatic és Margot Pipkin. A forgatókönyvet Joe Ansolabehere, Paul Germain, Rob Muir és Bob Hilgenberg írta, a zenéjét Joel McNeely szerezte. A mozifilm a Walt Disney Pictures és a DisneyToon Studios gyártásában készült, a Walt Disney Studios Motion Pictures és a Walt Disney Studios Home Entertainment forgalmazásában jelent meg.
Nagy-Britanniában 2010. augusztus 13-án, Amerikában 2010. szeptember 21-én, Magyarországon 2010. július 29-én mutatták be a mozikban.

## Szereplők
További magyar hangok: Bálizs Anett, Bognár Tamás, Csuha Bori, Laudon Andrea, Ősi Ildikó, Rátonyi Krisztina, Szentesi Dóra

## Televíziós megjelenések
- Disney Channel, M1, M2, Paramount Channel
- RTL Klub